# IC 2025
IC 2025 ist eine Spiralgalaxie vom Hubble-Typ Sb im Sternbild Reticulum am Südsternhimmel. Sie ist schätzungsweise 573 Millionen Lichtjahre von der Milchstraße entfernt und hat einen Durchmesser von etwa 185.000 Lj.
Im selben Himmelsareal befinden sich u. a. die Galaxien IC 2023, IC 2024, IC 2028, IC 2029.
Das Objekt wurde am 7. Dezember 1899 vom US-amerikanischen Astronomen DeLisle Stewart entdeckt.